# Ковалёва, Маргарита Николаевна
Маргарита Николаевна Ковалёва (15 октября 1933 — 2 мая 2013) — российский переводчик. Дочь Риты Райт.

## Биография
Биолог по образованию, занималась энтомологией. Затем окончила также ВГИК, работала как сценарист документальных и учебных фильмов.
Наиболее известна как переводчик Курта Воннегута: в переводах Ковалёвой опубликованы романы «Сирены Титана», «Фокус-покус», «Балаган», а также ряд рассказов; в некоторых изданиях Ковалёва указана как соавтор своей матери Риты Райт в переводах романов «Колыбель для кошки» и «Малый не промах». Кроме того, в переводах Ковалёвой публиковались рассказы Дж. Д. Сэлинджера, романы Агаты Кристи «Убийство в доме викария», Карен Бликсен «Прощай, Африка!», книги писателя-анималиста Джой Адамсон «Пятнистый сфинкс» и «Пиппа бросает вызов», произведения Юдоры Уэлти, Алана Силлитоу и др.